# Leptonema sinuatum
Leptonema sinuatum is een schietmot uit de familie Hydropsychidae. De soort komt voor in het Neotropisch gebied.